# AN/BQR-19
AN/BQR-19 – amerykański sonar nawigacyjny opracowany przez Raytheon, wchodzący w skład wyposażenia okrętów podwodnych typu Ohio.